# Зграда у Ул. Вељка Дугошевића 110 у Голупцу
Зграда у Ул. Вељка Дугошевића (данас Цара Лазара) 110 у Голупцу подигнута је 1893. године за потребе трговца Вићентија З. Недељковића као репрезентативан објекат за време градње и представља непокретно културно добро као  споменик културе.

## Архитектура зграде
Зграда се налази на уличној регулацији и зидана је као грађевина у низу. Подигнута је по строгим принципима академизма, са богатом архитектонском и декоративном пластиком на уличној фасади. Правоугаоне је основе, димензија 21,74 x 13,16 метара. Зграда има сутерен, високо приземље и таван. Зидана је опеком, кров је на две воде и покривен бибер црепом.

### Улична фасада
Главна, улична фасада симетрично је решена, с тим што је у западном делу зграде формиран колски пролаз који води у двориште. Пролаз затвара лепо обликована, дрвена капија, а из дворишта се преко двокраког степеништа улази у стамбени део, док је испод подеста улаз у подрум. Ликовност уличне фасаде се одликује богатом примарном и секундарном необарокном декоративном пластиком. На фасади се посебно истиче богата декорација око прозора у виду балустера, капитела, конзола, тимпанона и лунета украшених маскама и елементима са геометријским, флоралним и зооморфним мотивима. Хоризонтална подела извршена је високом соклом, наглашеним подеоним венцем и сложеним кровним венцем, који носе конзолице. Читава фасада надвишена је централно постављеном атиком, на којој је уписана година изградње куће.
У истој улици налази се кућа Алексе Поповића из 1890/1891. године, која је вероватно послужила као узор за изградњу куће Вићентија Недељковића. Обе зграде су рађен у маниру академизма, са слично решеним уличним фасадама и колским пролазима постављеним на супротним странама зграде, тако да одају утисак зграда „у огледалу“. 